# La Dernière Valse de Mathilda
La Dernière Valse de Mathilda (titre original : Matilda's Last Waltz) est un roman de Tamara McKinley publié en 1999.

## Résumé
Tout commence en 1923, dans cette chaleur étouffante du bush australien, une petite fille, Mathilda, treize ans, fait ses adieux à sa mère qu'elle chérissait tant. Quelques voisins sont rassemblés autour de la tombe, pour rendre un dernier hommage à cette une femme courageuse. Mathilda comprend alors très vite qu'elle ne peut compter que sur elle-même pour conserver l'héritage qui lui a été transmis: les terres de Churinga, station de moutons à distance dans l'outback australien. En effet, le père de Mathilda, homme cruel et égoïste, n'a qu'une hâte : que tout se termine au plus vite pour pouvoir vendre le domaine de Churinga. Mathilda se rend compte que les choses ne seront plus jamais comme avant et qu'un futur bien sombre l'attend.
Cinquante ans plus tard, Jenny, artiste peintre de Sydney devient la nouvelle héritière du domaine, cadeau d'adieu de son mari mort subitement dans un accident tragique. Elle décide de s'y rendre et découvre sur place, au milieu d'un lieu resplendissant, le journal intime de Mathilda. Elle découvre alors les secrets les plus profonds de Mathilda et se plonge dans le passé le plus sinistre de Churinga. Une question l'assaille : a-t-elle bien fait de venir s'installer là-bas?
« Une histoire poignante, qui mêle à la perfection: amour, suspense et aventures » (Publishers Weekly).
L'histoire évolue en mêlant les récits de Matilda et Jenny.
À la mort de sa mère, Matilda se retrouve seule avec son père. Propriétaire légitime de Churinga, elle se refuse à céder le domaine. Son père, alcoolique et violent, un soir de beuverie, la viole, et répètera ce geste régulièrement jusqu'à sa mort, un an plus tard. Matilda se retrouve enfin seule et maîtresse de sa destinée, mais Churinga est au bord de la faillite, et il devient difficile de cacher sa grossesse. Elle décide alors de s'isoler dans son domaine et de faire face, de faire marcher la ferme, d'offrir à son enfant un foyer heureux et prospère. Un soit, les douleurs arrivent: elle va accoucher, elle est seule. Arrivent alors deux travailleurs itinérants, Peg et Bert Riley, que connait bien Matilda puisqu'ils viennent à chaque saison de tontes. L'accouchement est difficile, Matilda s'évanouit et lorsqu'elle ouvre les yeux, Peg lui annoncent que le bébé était mort-né. Ensuite, elle et son mari quitte la demeure pour ne plus jamais y revenir. 
Pendant des années, Matilda travaille de façon acharnée pour son domaine. Elle reste à l'écart du monde, vivant chez elle avec la tribu des Bitjarras qui travaille pour elle. Elle ne fréquente que ces voisins proches, April et Tom. À la port de ce dernier lors de la guerre de 40-45, April décide de céder leur propriété à Matilda et de retourner vivre en ville, le domaine de Wilga est ajouté à Churinga. Durant toutes ces années, Matilda lutte contre la volonté de Squires, ses riches et puissants voisins, de racheter la propriété. Cette guéguerre prend soudainement des proportions énormes quand Le patriarche de la famille interdit à son fils Charlie de fréquenter Matilda (ce qui est étonnant, un mariage aurait scellé définitivement le sort de Churinga).
Cependant, quelques années plus tard, elle se retrouve dans l'obligation de vendre Wilga, qu'elle cède alors à Finn McKaulay, un jeune homme extrêmement séduisant, âgé d'environ 22 ans, ayant 15 ans de moins qu'elle. Très vite, une relation forte se noue entre eux et, décidant de faire fi de leur différence d'âge, ils se marient en petit comité. Lors de leur voyage de noces, Matilda tombe enceinte, nouvelle hautement réjouissante.
Six semaines avant son accouchement, en préparant la chambre du bébé, Matilda tombe sur une photo de Finn plus jeune, et entouré de ses deux parents. Elle reconnait Peg et Bert Riley. Matilda est en réalité la mère de son époux. L'enfant qu'elle porte est le fruit d'un monstrueux inceste. Sous le choc, elle parvient à peine à écrire sa découverte dans son journal, et accouche de l'enfant à moitié mourante. Elle n'y survivra pas.
Là s'arrêtent les journaux de Matilda.
En parallèle à la lecture des Journaux, Jenny découvre la vie de propriétaire d'une ferme dans l'outback australien. Elle s'y plait énormément, et tombe sous le charme de son directeur : Brett Wilson. Elle surmonte peu à peu le chagrin du décès de son époux et de son petit garçon de 2 ans et envisage qu'un avenir soit possible. Elle est complètement investie dans la lecture des journaux de Matilda, y puisant beaucoup de courage et de force. Jenny est une femme forte, qui a vécu beaucoup de choses douloureuses : abandonnée à la naissance, elle a été élevée dans un orphelinat jusqu'à l'âge de sept ans, avant d'être adoptée par des personnes âgées.
Lors d'un évènement organisé par les Squires, Jenny se méprend à propos de Brett et pense qu'il est en relation avec une autre demoiselle malgré ce qu'il laisse sous-entendre à Jenny. Blessée et triste, elle décide de quitter sa propriété et de rentrer à Sydney. Il lui reste le dernier journal à lire. Après lecture, elle décide de se rendre chez les Squires afin de savoir ce qui est arrivé au bébé. Elle y voit Helen, qui lui apprend qu'en rélité le patriarche Squires était le vrai père de Matilda, il a été fiancé à une époque à la mère de Matilda, Mary, et en était amoureux, avant que ce mariage ne soit annulé pour des raisons de dot. Raison pour laquelle il a empêché son fils de fréquenter celle qui était en réalité sa fille. Il a développé à l'égard du domaine une colère terrible. 
Le seul a éventuellement pouvoir avoir ce qui serait arrivé à cet enfant est l'ancien prêtre de l'endroit. Il est actuellement dans une maison de retraite cléricale. Jenny, conduite par Helen, va le voir. 
Le prêtre lui apprend qu'après la mort de Matilda, Fin  est devenu comme fou. Il a décidé de changer son testament: le domaine reviendra à l'enfant lorsqu'il sera âgé de 25 ans. Ensuite il abandonne le bébé à un orphelinat et part dans le désert Australien où il finit par se suicider. Jenny est cet enfant, né de l'amour et d'un inceste.
Bouleversée, elle décide de rester Churinga et de briser la malédiction. 
Au même moment un terrible incendie éclate, il détruit tout sur son passage, et arrive à la maison de Churinga. Il détruit celle-ci (mais pas les plus beaux objets qui ont été sauvés par Brett) mais au moment où le feu allait se propager au reste des constructions (hangar, ferronnerie...) un orage éclate. Churinga est sauvée.
Jenny avoue ses sentiments à Brett, qui les partage. Ils décident de vivre ensemble sur le domaine, de construire ensemble une nouvelle maison libérée du fantôme de Matilda.

## Succès du livre
C'est une saga australienne devenue best-seller international qualifiée d'« atmosphère envoûtante » (Associated Press). Le succès mondial de ce premier roman de Tamara McKinley a très vite été comparé à celui remporté par Les oiseaux se cachent pour mourir de Colleen McCullough, best-seller des années 1980. Ils ont tous deux le même cadre agricole australien, et mettent en scène une famille dont le destin tragique est assumé, d’une génération à l’autre, par une succession de femmes de tête.
Ce roman s'est véritablement fait une renommée mondiale et a fut traduit en 15 langues. En effet, en Allemagne tout d'abord, il a été mis sur la liste des best-sellers, en Suède on l'a qualifié de roman romantique étranger de l'année et il fut livre du mois en Finlande et en Australie.